# Derde tempel

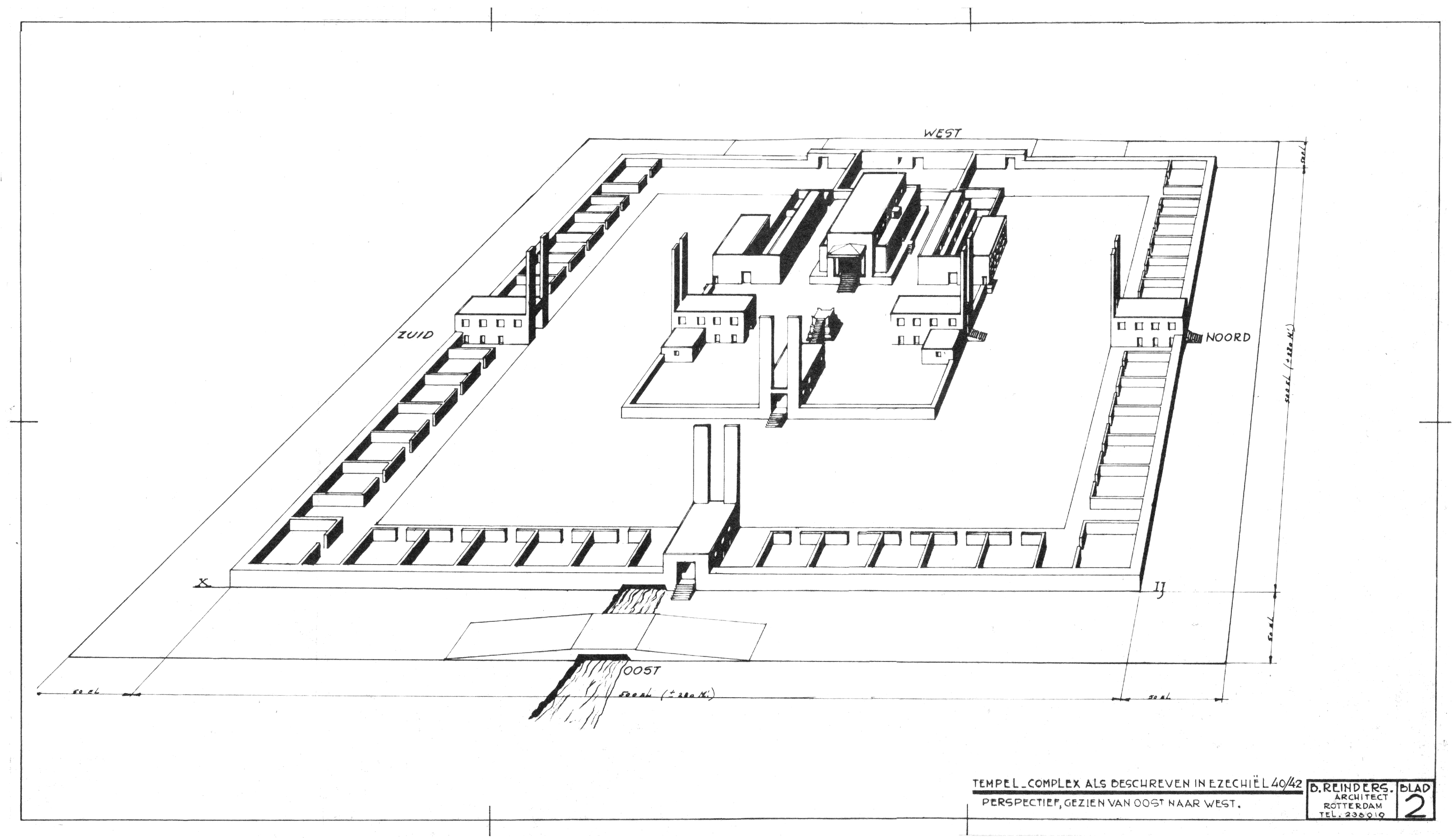
Perspectief van de tempel, zo letterlijk mogelijk getekend door architect Bartelmeüs Reinders (1893-1979)

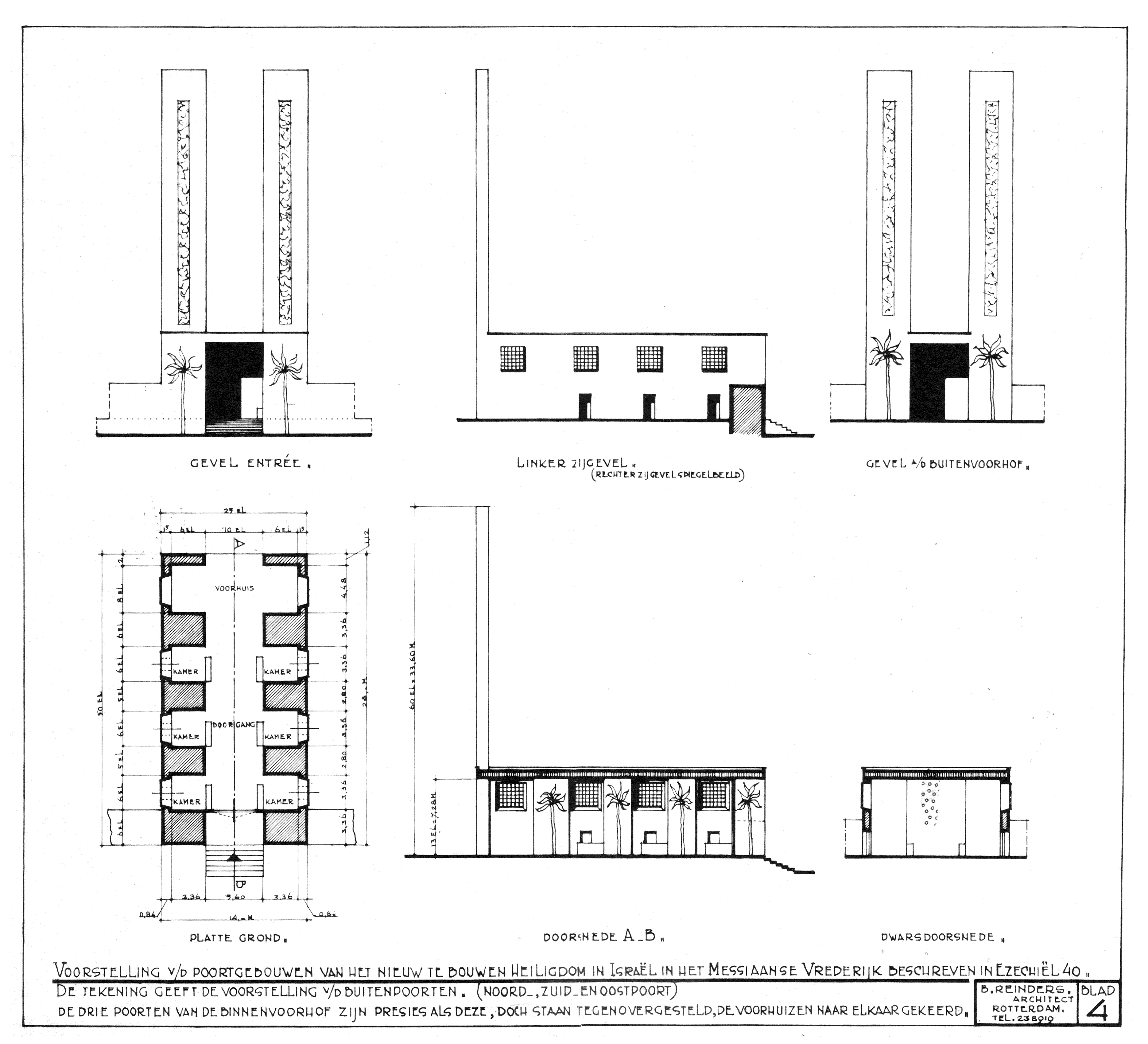
Poortgebouwen, zo letterlijk mogelijk getekend door architect Bartelmeüs Reinders (1893-1979)

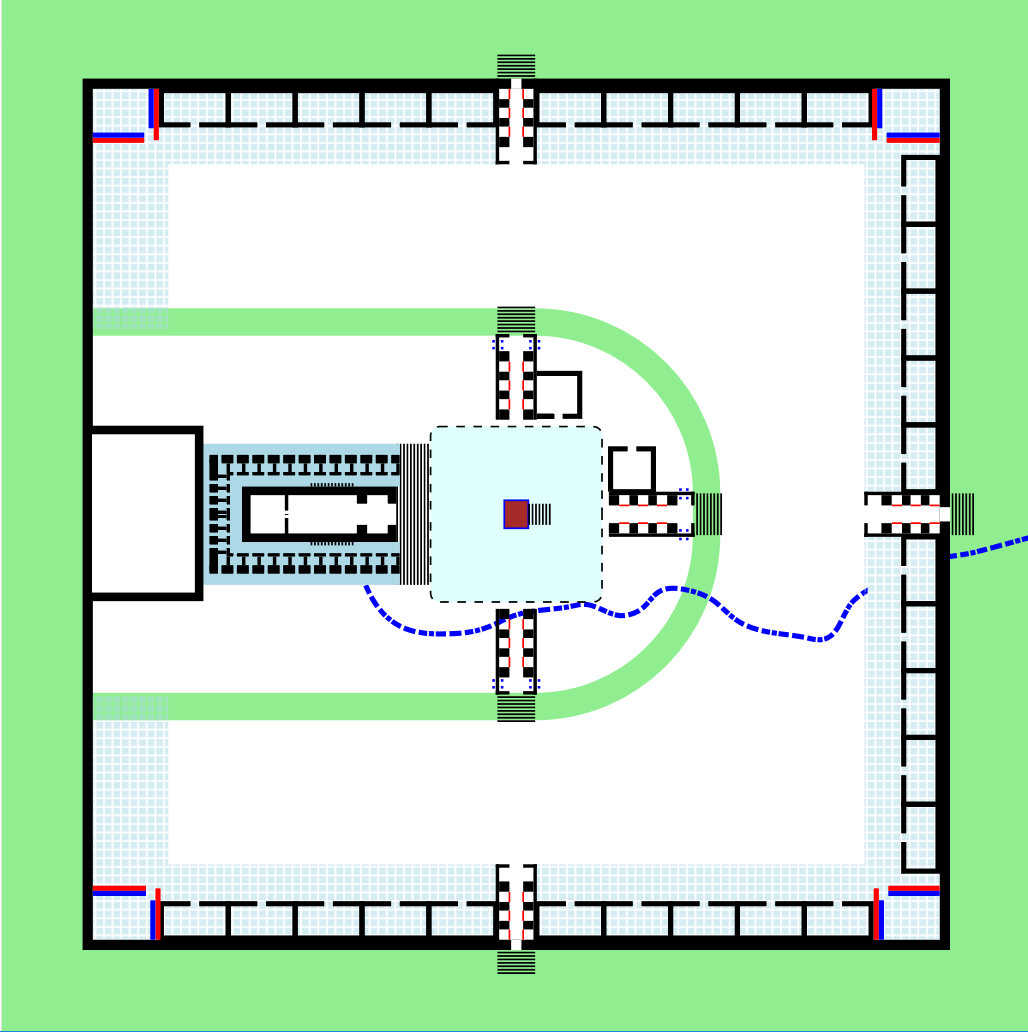
Plattegrond van de tempel. Klik voor de interactieve versie, waar je delen aan kunt wijzen met de muis voor uitleg.

De Derde tempel (Hebreeuws: בית המקדש השלישי, Beit haMikdash haShlishi, letterlijk: Het Huis, het Heilige, het Derde) zou een derde Joodse tempel moeten zijn, die volgens verschillende joodse en christelijke groeperingen eens opgericht zal worden. 
De eerste tempel wordt vaak de tempel van Salomo genoemd en de Tweede Tempel ook wel de tempel van Herodes. De tweede tempel was eigenlijk een herbouw van de tempel van Salomo onder Ezra waarna Herodes deze tussen 20 en 10 v.Chr. flink uitbreidde. Deze tempels zijn beide verwoest.

## Omschrijving en huidige status
In Ezechiël 40-48 staat een uitgebreide beschrijving van een derde tempel. Deze beschrijving laat verschillen zien met die van Salomo en ook de hierin opgevoerde rituelen zijn niet helemaal hetzelfde. Er zijn veel verschillende lezingen in omloop over de noodzaak van een derde tempel en over wie deze zou oprichten. Sommigen denken dat het om een 'symbolische' tempel gaat en niet een reële. Volgens anderen zal een tempel worden opgericht door de messias, of door zijn toekomstige antipool de antichrist, die er vervolgens 'misbruik' van maakt, of zelfs door de huidige Israëliërs. Dit laatste zou zeer problematisch zijn, want volgens de joodse wetten kan alleen op de Tempelberg een nieuwe joodse tempel komen. Hier staan nu de voor moslims belangrijke Rotskoepel en Al-Aqsamoskee. Geopperd wordt wel dat de vroegere plek van de joodse tempel iets terzijde van deze gebouwen gelegen was, zodat er halachisch gezien een geschikte zuivere ruimte zou zijn voor de eventuele herbouw van een joodse tempel waarbij de huidige islamitische gebouwen niet gesloopt hoeven te worden.

## Toekomstige derde tempel?
Sommige fundamentalistische joodse groeperingen, gesteund door m.n. Amerikaanse evangelikale, streven ernaar zelf een derde tempel te bouwen, al dan niet met verwijdering van de Al-Aqsamoskee en de Rotskoepel die later op de berg zijn gebouwd. Er zijn stromingen binnen het orthodox Jodendom die het bouwen van een derde tempel als de taak van de Messias zien, die het huis van David zal laten herleven, en niet van een zelfbenoemde bouwcommissie. Anderzijds zijn er Joden binnen het orthodox Jodendom - zelfs onder de Charediem die volgens de letter van de Thora leven - die van mening zijn dat een derde tempel al voor de komst van de Messias gebouwd dient te worden. Beide meningen zijn gebaseerd op de halacha, de Joodse Wet. 
Het Chassidisch jodendom ziet degenen die een derde tempel met hun eigen handen willen bouwen in het algemeen als afvalligen en ketters.
Toen in de Zesdaagse oorlog van 1967 de staat Israël ook de Tempelberg veroverd had en in bezetting ging houden verbood het Opperrabbinaat Joden het betreden van het Tempelplein omdat men de precieze plaats van de Tempel niet kon aanduiden.
De Israëlische regering en rechtbanken blokkeerden in het verleden regelmatig protestacties van organisaties die zich inzetten voor het oprichten van een tempel, met het oog op de rechten van de verschillende bevolkingsgroepen in Israël en de staatsveiligheid. In het tweede decennium van de 21e eeuw wordt het bestuur van het Islamitisch heiligdom van Rotskoepel en Al Aqsa-moskee echter geconfronteerd met steeds grotere groepen fundamentalistische Joden die er komen bidden. Israël faciliteert dit en houdt op gezette tijden moslims die er willen bidden zelfs tegen.